# Joanna Duda

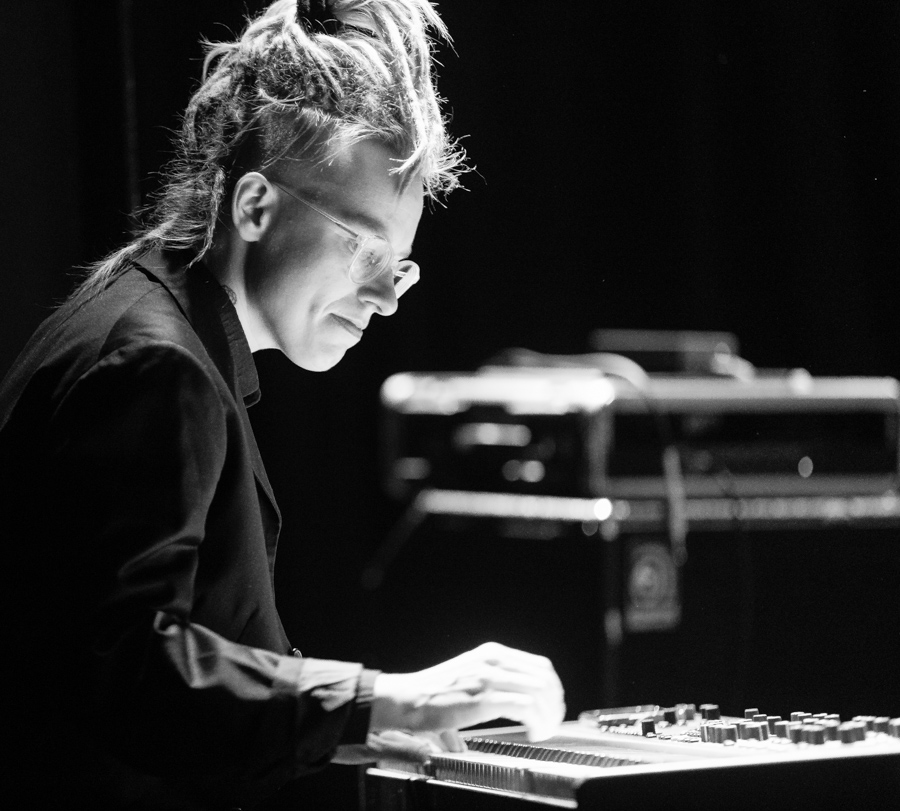
Joanna Duda (2019)

Joanna Duda (* 1983 in Danzig) ist eine polnische Jazzmusikerin (Piano, Synthesizer, Sampling, Komposition).

## Leben und Wirken
Duda, deren Eltern als Musiker tätig waren, studierte zunächst klassisches Piano an der Stanisław-Moniuszko-Musikakademie in Gdańsk. Später absolvierte sie ein Jazzstudium in Warschau.
Duda hat mehrere Bands gegründet, darunter AuAuA, mit der sie den „Key to Career“ beim Pommerschen Jazz-Herbst 2009 gewann, das Duo J=J mit Jan Emil Młynarski, das Trio 3D (gemeinsam mit Tomasz und Radek Duda) sowie Super Extra 3jo, Ö, Ansambl.
2013 erschien Dudas Debütalbum mit dem ironischen Titel The Best of Joanna Duda, an dem Vertreter der polnischen Jazz- und Elektronikszene wie Agim Djeljilji, Jan Młynarski, Marek Pospieszalski, Kuba Janicki, Wojtek Mazolewski, Katarzyna Borek, Jerzy Rogiewicz sowie Radek und Tomasz Duda (ihre Verwandten) beteiligt waren. 2014 nahm sie gemeinsam mit den Pianisten Bartłomiej Wąsik, Emilia Sitarz und Michał Kozłowski die Stücke „Gay Guerilla“ und „Evil Nigger“ von Julius Eastman auf und stellte diese Werke beim Kwartesencja-Festivals in Warschau vor.  Daneben entwickelte sie Soloprogramme; ihr Soloalbum Keen erschien 2019 bei Alpaka Records. 2017 gründete sie ihr Joanna Duda Trio, das sie (zunächst mit Max Mucha und Michał Bryndal) bei Jazzahead vorstellte; sie galt nun als junge unkonventionelle Bandleaderin, die sich sehr intensiv mit elektronischen Klangmöglichkeiten auseinandersetzte. Die Formation trat auch auf dem Vancouver International Jazz Festival und dem Edmonton Jazz Festival auf und präsentierte 2021 ihr Album Fumitsuke auf dem London Jazz Festival; für den Rezensenten des Jazz Forum war das Album eine „Offenbarung“, da sie mit Groove, Ambient, Minimal Music sowie Rückgriffen auf klassische Musik einen geschlossenen Bandsound, ein „integrales Ganzes“ erzeugte, eine „Polyphonie der Stile, Methoden und Klänge.“
Mit dem niederländischen Hornisten Morris Kliphuis gründete sie das Projekt Wake the Dead, in dem sie mit einem Barockensemble Elektronik, Improvisation und Alte Musik verbinden. Seit 2011 gehört sie zum Quintett des Bassisten Wojtek Mazolewski, mit dem sie auf drei Alben dokumentiert ist. Ferner komponiert sie Musik für Theater und Film. Zudem ist sie Mitglied des Programmrats der Halo Culture Association in Gdynia, Multimedia-Künstlerin und Kuratorin verschiedener künstlerischer Veranstaltungen.